# シナピルアルコール
シナピルアルコール（Sinapyl alcohol）はケイ皮酸を経て合成される有機化合物の一つである。重要なモノリグノールで、フィトケミカルの1つでもある。生体中ではフェニルプロパノイド代謝系を通って作られ、リグニンやリグナンの前駆体となるが、被子植物(双子葉植物や単子葉植物に属する草本や木本)のみで見られ、裸子植物には含まれない。また様々なスチルベンやクマリンの誘導体を合成する原料になる。